# Digitales Nervensystem
Ein digitales Nervensystem bezeichnet ein Informationssystem, mit dem eine Organisation auf externe Ereignisse durch Ansammlung, Verwaltung und Verteilung von Wissen reagieren kann. Der vor allem in den USA populäre Begriff wurde von Bill Gates von Microsoft verbreitet, der ihn verwendet, um die ideale Funktionsweise einer IT-Infrastruktur zu beschreiben. Analog zum biologischen Nervensystem geht es hier darum, jede notwendige Information zur richtigen Zeit an der richtigen Stelle bereitzuhaben. Der Begriff wurde aber nicht von Bill Gates erfunden, sondern geht auf Judith Dayhoff zurück. Im deutschen Sprachgebrauch ist der Begriff nur wenig verbreitet.